# Kamin-2
Le système de missile Kamin-2, également connu sous le nom de Mersad 16 et Tactical Mersad  est un système iranien de défense aérienne mobile à courte et moyenne portée dérivé du système de défense aérienne Mersad. Il a été dévoilé lors d'une exposition de la Défense qui a eu lieu le 18 avril 2018. Il est conçu pour la reconnaissance et la frappe de véhicules aériens sans pilote (UAV) ainsi que d'avions et d'hélicoptères pilotés volant à basse altitude. Le commandant aéroporté de l'armée iranienne Yousef Qorbani avait déclaré que ce missile avait sa portée doublée par rapport au précédent système de défense aérienne Mersad, il a déclaré qu'en raison des menaces régionales auxquelles l'Iran est confronté, de telles armes peuvent être très efficaces dans les zones de combat à courte portée. Le système a été basé sur le système américain MIM-23 Hawk que l'Iran avait acquis avant la révolution de 1979. Un des gros avantages du Kamin-2 est que tous les composants du système de défense (radar de veille, radar de conduite de tir, centre de commandement...) sont réunis en un seul véhicule. Selon l'Iran tous ces composants sont fabriqués localement y compris le radar, 2 radars différents peuvent être installés le Hafez et Najm-804. Le missile utilisé est le Shalamcheh 2 qui représente une amélioration des missiles américain, ce missile a été tésté avec succès par les forces iraniennes an aout 2021. Ce nouveau missile aurait une portée de 250 km. 